# Celle (statistik)
 For alternative betydninger, se Celle. (Se også artikler, som begynder med Celle)
En celle er i statistisk øjemed et afgrænset geografisk område på 100 x 100 km, 10 x 10 km, 1 x 1 km, 250 x 250 m eller 100 x 100 m. Med andre ord en lille bid af Danmark. Sammen med rigtig mange andre celler udgør den Det danske Kvadratnet som er etableret i et samarbejde mellem Geodatastyrelsen og Danmarks Statistik.
Celler af denne karakter anvendes fx til at danne en klynge der gør det muligt at trække statistiske oplysninger, som er knyttet til den enkelte celle.